# Eliphas Shivute
Eliphas Shivute (Olukonda, 27 settembre 1974) è un ex calciatore namibiano, di ruolo attaccante.

## Carriera

### Club
Ha giocato nella massima serie namibiana, in quella scozzese ed in quella cinese.

### Nazionale
Ha partecipato alla Coppa d'Africa del 1998.

## Palmarès

### Club

#### Competizioni nazionali
- Campionato namibiano: 1

Eleven Arrows: 1991